# 歐洲美式足球聯盟
歐洲美式足球聯盟（NFL Europa）是一個在歐洲運作的美式足球聯盟。1991年建立時為美式足球世界聯盟（WLAF:World League of American Football）。1995年改名為歐洲美式足球聯盟（NFL Europe），2006年改名為"NFL Europa"。2007年NFL賽會宣佈停辦比賽.。
聯盟在2006年有六支球隊：五支位於德國，一支位於荷蘭。歐洲美式足球聯盟的球員是由想要這些年輕球員的國家美式足球聯盟球隊主導分配，讓潛力球員獲得額外的比賽經驗以及教導。這些球員和教練們的在歐洲時的開支由聯盟所承擔。

## 歷史演變

### 美式足球世界聯盟
歐洲美式足球聯盟最初成立時稱為美式足球世界聯盟。最初的美式足球世界聯盟是由國家美式足球聯盟所提供財力援助成立的，並且就像現在的歐洲美式足球聯盟一樣，是一個春季開發聯盟。剛開始，聯盟是由十支球隊各十場比賽：六支美國球隊，三支歐洲球隊，一支加拿大球隊。最後兩支從美式足球世界聯盟半準決季後賽中脫穎而出的球隊會在世界盃（World Bowl）中碰面。剛開始的兩場世界盃比賽，像超級盃一樣是在預先決定好的地點進行。剛開始的美式足球世界聯盟在美國並不受歡迎，只有在歐洲稍微比較受歡迎。每個賽季50場比賽中，總觀眾人數約在120萬至130萬之間，平均人數約為2萬人。美式足球世界聯盟於1993年賽季前暫緩運作。

### NFL Europe
國家美式足球聯盟仍然喜歡這個春季開發聯盟的點子，在改造自己成為歐洲專屬聯盟後，於1995年再度營運，由三支本來就存在的歐洲球隊和三支位於阿姆斯特丹、杜塞道夫、愛丁堡的新球隊組成。

### NFL Europa
2006年11月10日，NFL Europe正式更名為NFL Europa。新名稱意欲突出德國和荷蘭市場的重要性和創造更緊密連結。新商標和名稱維持住與美國的NFL國家美式足球聯盟之間的緊密關連性。

## 歐洲美式足球聯盟球隊（1995年至今）

### 現存球隊
| （Amsterdam Admirals （页面存档备份，存于） | （Berlin Thunder （页面存档备份，存于） | （Cologne Centurions （页面存档备份，存于） | （Frankfurt Galaxy （页面存档备份，存于） | （Hamburg Sea Devils （页面存档备份，存于） | （Rhein Fire （页面存档备份，存于） |

### 歷史球隊
| （Scottish Claymores （页面存档备份，存于）） （1995-2004） | （Barcelona Dragons （页面存档备份，存于）） （1995-2003） | （London Monarchs （页面存档备份，存于）） （1991-1997） | （England Monarchs （页面存档备份，存于）） （1998） |

## 外部連結
- 歐洲美式足球官方網站
- 前世界美式足球聯盟非官方網站
- 奇幻世界聯盟
- kenn.com - 此條目資料來源。
- 歐洲美式足球球迷網站，聯盟和休士頓德州人
- 歐洲美式足球聯盟歷史網站目錄